# Киверцы (станция)
Киверцы - узловая железнодорожная станция Львовской железной дороги.

## История
В 1870 - 1873 гг. в ходе строительства на территории Волынской губернии железной дороги между Житомиром, Ковелем и Брестом в 7 км от села Киверцы (теперь Прилуцкое) построили железнодорожную станцию. В 1890 году военное министерство Российской империи проложило через Киверцы железную дорогу. Позднее была построена железнодорожная линия от Луцка к государственной границе с Австро-Венгрией, и станция Киверцы стала железнодорожным узлом.
В ходе первой мировой войны станция являлась транспортным узлом, обеспечивавшим снабжение войск Юго-Западного фронта.
В ходе гражданской войны и советско-польской войны станция пострадала, но затем была восстановлена и возобновила работу.
В ходе боевых действий Великой Отечественной войны и немецкой оккупации (с 2 июля 1941 до 1 февраля 1944 года) станция пострадала, но в дальнейшем была восстановлена. В 1952 году через станцию проходили линии на Ровно, Ковель и Луцк.
В 2003 году станция была электрифицирована.